# アユ諸島
アユ諸島（インドネシア語: Kepulauan Ayu）はインドネシア、ラジャ・アンパット諸島のワイゲオ島の北に位置する諸島。諸島は2つの環礁から出来ており、ワイゲオ島とアシア諸島の間に位置している。最高地点は106mである。アユ島（Pulau Ayu）、レニ島（Pulau Reni）、カノベ島（Pulau Kanobe）などからなる。
アヤウ（Ayau）とも表記されるほか、古い地図ではアヨエ（Ajoe）ともされ、オランダ語で"Ajoe-eilanden"として示されている。　
アユ諸島の海岸はオサガメの繁殖地になっている。また、諸島沖はシュノーケリング・ダイビングの適地になっている。
行政的には南西パプア州、ラジャ・アンパット県に属している。

## 註
1. ↑  Pub164, 2004 Sailing Directions (Enroute): New Guinea